# San Ysidro District AVA
San Ysidro District AVA (anerkannt seit dem 15. November 1990) ist ein Weinbaugebiet im US-Bundesstaat Kalifornien. Das Gebiet liegt im Verwaltungsgebiet von Santa Clara County. Die Region ist Teil der übergeordneten Central Coast AVA, San Francisco Bay AVA und Santa Clara Valley AVA. Das Weinbaugebiet liegt zu Füßen der Hügelkette der Diablo Range. Das Klima des San Ysidro District ist deutlich kühler als andere Gebiete des Santa Clara Valley. Über den Pajaro River werden die Rebflächen von den Meeresbrisen des Pazifik gekühlt, so dass hier die frühreifende Rebsorte Merlot angebaut werden kann.